# David Broncano
David Broncano Aguilera (Santiago de Compostela, La Coruña, 30 de diciembre de 1984) es un cómico y presentador de televisión y radio español. Ha ganado cuatro Premios Ondas, en 2015 por A vivir que son dos días, en 2018 por el programa de radio La vida moderna, en 2019 por La resistencia y en 2024 por La revuelta.

## Biografía
Aunque nació en Santiago de Compostela (La Coruña) de padres madrileños, desde niño ha vivido en la localidad jienense de Orcera, donde creció tras residir brevemente en Rianjo. Su madre es profesora de matemáticas y su hermano es Daniel Broncano, músico y artífice del festival Música en Segura, que tiene como escenarios los parajes de la sierra segureña.
Cursó estudios de Informática y Publicidad en la Universidad Complutense de Madrid, donde también cursó asignaturas de Física. Tras dejar los estudios, empezó a trabajar para varias agencias de comunicación y publicidad hasta 2008, cuando Paramount Comedy aceptó un monólogo para el programa Nuevos cómicos. A partir de ese momento, comenzó su carrera como cómico profesional, abarcando desde las actuaciones de stand-up en directo hasta el desempeño en programas de radio y televisión, llegando a presentar y dirigir sus propios programas en ambos medios. 
Algunas de sus principales influencias en comedia son la serie británica Monty Python's Flying Circus y La hora chanante.
Ha sido jugador de fútbol aficionado en su juventud y es aficionado a multitud de deportes que practica, como el tenis (su ídolo es Roger Federer),el esquí y el alpinismo.

## Trayectoria profesional

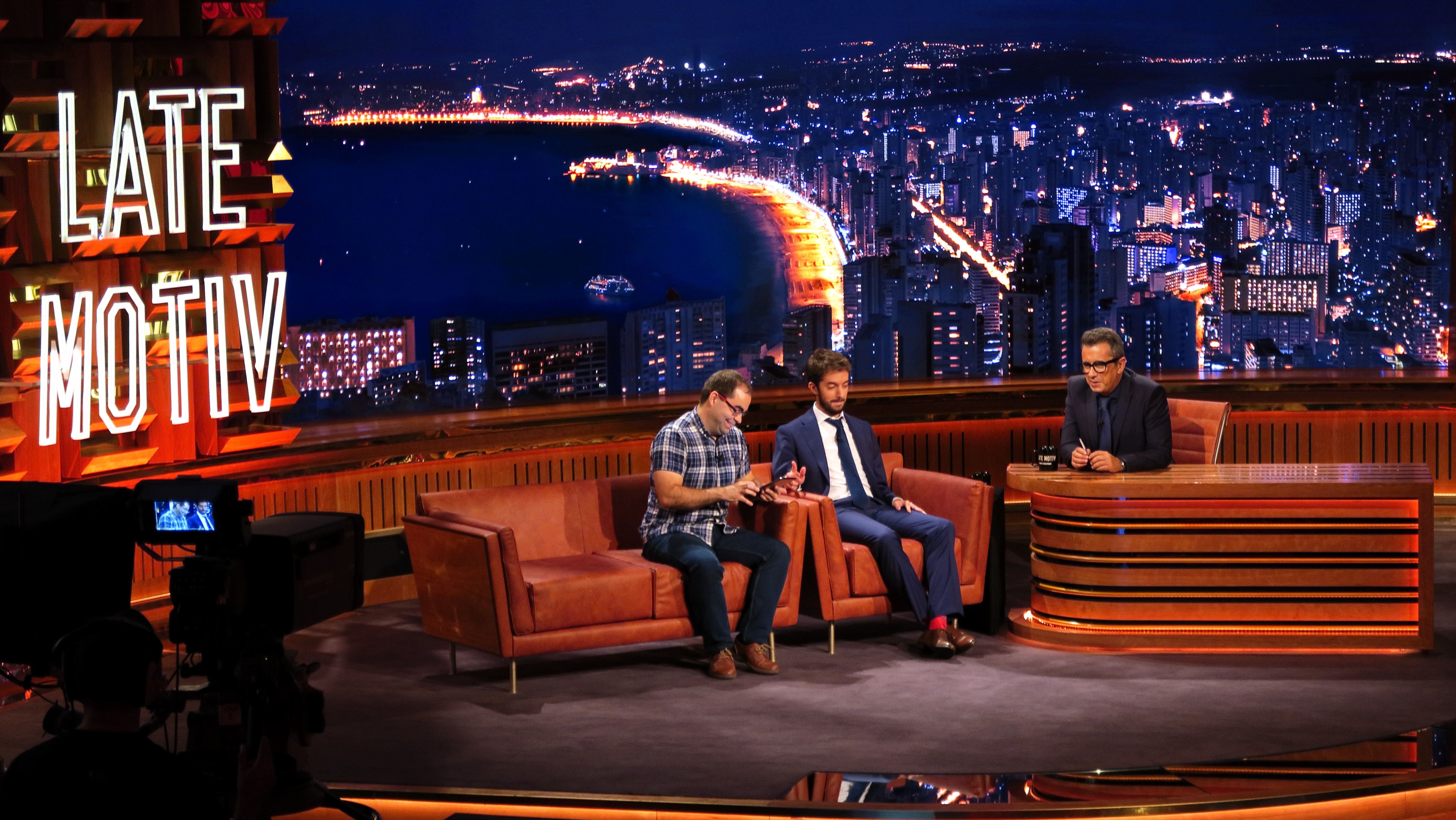
David Broncano en 2016 en Late motiv

En 2008 comenzó como monologuista en Paramount Comedy.Posteriormente fue colaborador en programas de televisión como Estas no son las noticias, en Cuatro, y ha aparecido en El club de la comedia desde 2013. Su verdadero éxito llegó en la radio, donde comenzó en 2008 con una colaboración en No somos nadie, de M80, y siguió en Los 40, esencialmente en los programas Yu: No te pierdas nada y Anda ya.
En 2011 empezó a trabajar como colaborador en el programa Hoy por hoy, en la Cadena SER, con una sección llamada Las preguntas de Broncano. Su relación con esta emisora siguió posteriormente con su colaboración regular en A vivir que son dos días, en el cual continuó con el mismo formato de sección. Alcanzó un mayor éxito a partir de 2014 con el programa La vida moderna, en la Cadena SER, el cual dirigió junto a Ignatius Farray y Quequé, y por el cual consiguieron el premio Ondas al mejor programa de radio en 2018. La vida moderna dejó de emitirse en junio de 2022. Desde 2016 ha girado por España con el show de La vida moderna, que en 2019 acumuló las actuaciones de comedia más masivas realizadas en España, finalizando la gira en el Palacio de los Deportes de Madrid ante 8.000 personas.
En 2016, el éxito de La vida moderna lo llevó a colaborar en el programa Late motiv de #0 (Movistar) presentado por Andreu Buenafuente, a quién llegó a sustituir como presentador cuando estuvo de baja por una afonía. LocoMundo fue el primer programa que presentó en televisión, desde 2016 hasta 2018, cuando fue sustituido por Quequé. En 2018 inició su nuevo programa en #0 de Movistar, La resistencia, un late late show de comedia emitido después de Late motiv, que fue galardonado en 2019 con el Premio Ondas al «mejor programa de entretenimiento».
En abril de 2024, se dio a conocer su fichaje por RTVE para realizar un programa por dos temporadas. El programa se estrenó el 9 de septiembre de 2024 bajo el nombre de La revuelta.

### Programas de televisión
| Año           | Programa                  | Cadena              |                        |
| ------------- | ------------------------- | ------------------- | ---------------------- |
| 2008-2009     | Nuevos cómicos            | Paramount Comedy    | Cómico invitado        |
| 2008-2009     | Estas no son las noticias | Cuatro              | Colaborador            |
| 2009-¿?       | Ilustres ignorantes       | Canal+ / #0         | Cómico invitado        |
| 2010          | UAU!                      | Cuatro              | Colaborador            |
| 2010-2011     | Nos gusta el cine         | Canal+              | Copresentador          |
| 2011-2012     | Tentaciones               | Canal+              | Copresentador          |
| 2011-2012     | Óxido nitroso             | Canal+ 1            | Colaborador            |
| 2012          | Alguien tenía que decirlo | La Sexta            | Copresentador          |
| 2013-2017     | El club de la comedia     | La Sexta            | Cómico invitado        |
| 2015          | Sopa de gansos            | Cuatro              | Cómico invitado        |
| 2015          | Yutubers                  | Comedy Central      | Copresentador          |
| 2017-2018     | LocoMundo                 | #0                  | Presentador            |
| 2016-2018     | Late motiv                | #0                  | Colaborador            |
| 2018-2024     | La resistencia            | #0 / Movistar Plus+ | Presentador y director |
| 2022          | Todo es Gila              | Netflix             | Cómico                 |
| 2024-presente | La revuelta               | La 1                | Presentador y director |
| 2024-2025     | Campanadas de fin de año  | RTVE                | Presentador            |

### Series de televisión
| Año  | Serie                 | Canal          | Personaje         | Notas                            |
| ---- | --------------------- | -------------- | ----------------- | -------------------------------- |
| 2017 | El fin de la comedia  | Comedy Central | David             | 2 episodios                      |
| 2019 | Capítulo 0            | #0             | Hombre trajeado   | 1 episodio                       |
| 2020 | Amar es para siempre  | Antena 3       | Sobrino de Manolo | 2 episodios                      |
| 2020 | Mira lo que has hecho | Movistar+      | Broncano          | Episodio «Mira lo que has hecho» |
| 2022 | La última             | Disney+        | Él mismo          | 1 episodio                       |
| 2024 | Celeste               | Movistar+      | Él mismo          | 1 episodio                       |

### Radio
| Año       | Programa                 | Cadena     |               |
| --------- | ------------------------ | ---------- | ------------- |
| 2008      | No somos nadie           | M80        | Colaborador   |
| 2011      | Hoy por hoy              | Cadena SER | Colaborador   |
| 2012-2022 | A vivir que son dos días | Cadena SER | Colaborador   |
| 2013-2015 | YU: no te pierdas nada   | Los 40     | Copresentador |
| 2014-2022 | La vida moderna          | Cadena SER | Presentador   |
| 2015-2016 | Anda ya                  | Los 40     | Colaborador   |
| 2019      | Comedia Perpetua         | Cadena SER | Invitado      |

### Teatro
| Año       | Espectáculo                    |
| --------- | ------------------------------ |
| 2010-2011 | Las noches de Paramount Comedy |
| 2011-2014 | Te ríes de los nervios         |
| 2013-2016 | El club de la comedia          |
| 2016-2022 | La vida moderna Live Show      |
| 2019      | Duólogos                       |

### Películas
| Año  | Título                             | Personaje     | Notas |
| ---- | ---------------------------------- | ------------- | ----- |
| 2018 | ¿Quién está matando a los moñecos? | Goofer y Lyle | Voz   |

## Premios y nominaciones
- Premio Ondas por A vivir que son dos días, Cadena SER (2015)[2]
- Premio Cómico del Año del Festival de Televisión de Vitoria (2017)[38]
- Premio Jaén Paraíso Interior (2017)[39]
- Nominado a Mejor Presentador en los Premios Iris de la Academia de Televisión (2018)[40]
- Premio Ondas por La vida moderna, Cadena SER (2018).[41]
- Premio Ondas por La resistencia, #0 de Movistar + (2019).[42]
- Mejor Presentador en los Premios Iris de la Academia de Televisión (2019)[43]
- Premio Festival de Televisión de Vitoria por La resistencia (2019).[44]
- Premio Joan Ramón Mainat del Festival de Televisión de Vitoria a la trayectoria profesional (2023).[45]

## Polémica
El 1 de julio de 2010 surgió una polémica tras protagonizar una parodia en el programa UAU! en la que representaba a una supuesta niña pobre de Paraguay llamada Sunilda Estuardo que narraba algunas de sus experiencias y exhortaba a los futbolistas españoles a que permitiesen la victoria de la selección de su país para que llevaran «un poco de alegría a los pobres niños». Todo ello en el contexto previo al partido de fútbol de los cuartos de final del Mundial de Sudáfrica que se jugaba dos días después entre Paraguay y España.

«[...]Tengo seis años ya, y llevo cinco trabajando. Antes llevaba una grúa, y ahora recojo motores de lavadoras en un vertedero. Mis compañeras de trabajo —las que saben hablar— me preguntan: ¿por qué estás tan contenta últimamente, Sunilda? [...] Este Mundial es lo mejor que nos ha dado Paraguay desde que cogí la gripe, y el tifus, y el sarampión y la malaria y el ébola y todas las cosas. Ahora los españoles nos quieren ganar, ¿es que acaso no tuvieron suficiente? Vinieron aquí a quitarnos el oro y las patatas, ¡y a mi bisabuela la violó Hernán Cortés, señores! Mi familia ha tenido que vender la llama, y el manatí y vender el metro cuadrado del cafetalero, solo para que yo pueda tener una camiseta de la selección paraguaya de fútbol. Señores españoles, en nombre de los niños pobres y de Moctezuma, dejen que Paraguay gane el Mundial y traiga un poco de briznas de alegría a estos campos de la periferia de Madri... de Caacupé. Por favor háganlo, estos mofletes no durarán para siempre [...]»

En el remate del video, Broncano —interpretando al personaje Pedro M. Estuardo— se dirigió a los futbolistas españoles diciendo: «en vuestras manos está la muerte de miles de millones de niñas paraguayas». 
Al día siguiente, la Secretaría de la Niñez y de la Adolescencia de Paraguay (SNNA) y varios medios de comunicación paraguayos reaccionaron con indignación, lo que provocó que el embajador de España en Paraguay, Miguel Ángel Cortizo, tuviese que pedir disculpas públicamente.